# Faye Dunaway
Vous lisez un « bon article » labellisé en 2011.
Faye Dunaway (prononcé en anglais : [feɪ dʌnəˈweɪ]) est une actrice, productrice de cinéma et scénariste américaine, née le 14 janvier 1941 à Bascom (Floride).
Elle commence sa carrière au milieu des années 1960, l'immense succès du film Bonnie et Clyde en 1967 faisant d'elle une vedette. Louée pour sa grande beauté, elle devient l'une des plus grandes actrices du cinéma américain en jouant les femmes froides et sensuelles, à poigne et névrosées, guettées par la déchéance dans des films comme L'Affaire Thomas Crown, Chinatown, Les Trois Jours du Condor ainsi que Network. Au cours de sa carrière, elle se voit décerner un Oscar, un BAFTA, un Emmy et quatre Golden Globes.
Emblème majeur du Nouvel Hollywood, elle travaille sous la direction de réalisateurs de renom et donne la réplique à certains des plus grands acteurs de sa génération. Parmi ses autres grands succès, il faut citer Little Big Man, La Tour infernale, Les Yeux de Laura Mars, Maman très chère, Barfly ou encore Arizona Dream. Faye Dunaway marque également son époque et la mode par l'incarnation d'un style particulier, chic et sophistiqué.

## Biographie

### Naissance, enfance et débuts au théâtre
Dorothy Faye Dunaway naît le 14 janvier 1941 à Bascom (situé en Floride, aux États-Unis). Fille de Grace April Smith (1922–2004), et de John MacDowell Dunaway Jr. (1920–1984),, elle grandit dans une famille de militaires, son père étant officier dans l’Armée américaine.

« Ma mère, Grace, une beauté rousse, tomba amoureuse de mon père lors d'une fête de la cacahuète. Elle avait 15 ans, il en avait 17. Ce fut le début d'une cour assidue. Le dimanche, ils se rendaient à la messe en buggy et le mercredi, ils se retrouvaient pour les prières du soir. »

— Faye Dunaway
Elle passe son enfance à voyager à travers les États-Unis et l’Europe au gré des affectations de son père. Les disputes fréquentes entre ses parents aboutissent à leur séparation et Faye Dunaway, alors à peine âgée de dix ans, se sent responsable de la situation. Elle n'a alors qu'un objectif, celui d'être la meilleure quoi qu'il arrive. Elle suit des cours de danse, de claquettes, de piano et de chant.
Formée à la Florida State University puis à la Boston University — d'où elle ressort avec un diplôme —, elle étudie ensuite à l’American National Theater and Academy et y suit des cours de théâtre. En 1962, à l'âge de 21 ans, elle est remarquée par Lloyd Richards dans une adaptation des Sorcières de Salem, elle est recommandée à Elia Kazan, en quête de jeunes talents pour le Lincoln Center Repertory Company qui vient d'être créé. Sa vie privée est alors instable : elle est dépressive. Pour se débarrasser de ce conflit latent, elle consulte différents psychanalystes. Kazan le ressent bien : « Il y a quelque chose chez Faye qui rappelle Jeanne Moreau. Elle est toujours en train de se précipiter quelque part et il semble émaner d'elle une impression de drame permanent. » Elle multiplie les compositions à succès et est encensée par la critique pour ses prestations dans Après la chute d'Arthur Miller et Hogan's Goat.
Mais Dunaway souhaite également percer au cinéma et rêve de devenir une vedette. Pour ce faire, l'actrice refuse, en 1965, un rôle récurrent dans le feuilleton télévisé Haine et Passion. Otto Preminger l'engage pour Que vienne la nuit en 1966 et lui fait signer un contrat d'une durée de cinq ans. Le tournage du film, avec Michael Caine et Jane Fonda, est pour elle un calvaire. Le réalisateur ne comprend pas, selon elle, « le processus de jeu d'un acteur ». À la sortie du film, elle met un terme à leurs relations conflictuelles et rachète son contrat : « Ça m'a coûté beaucoup d'argent pour ne pas retravailler avec Otto... Je regrette de l'avoir payé [mais] il était affreux,, ».

### Percée (1967-1968)

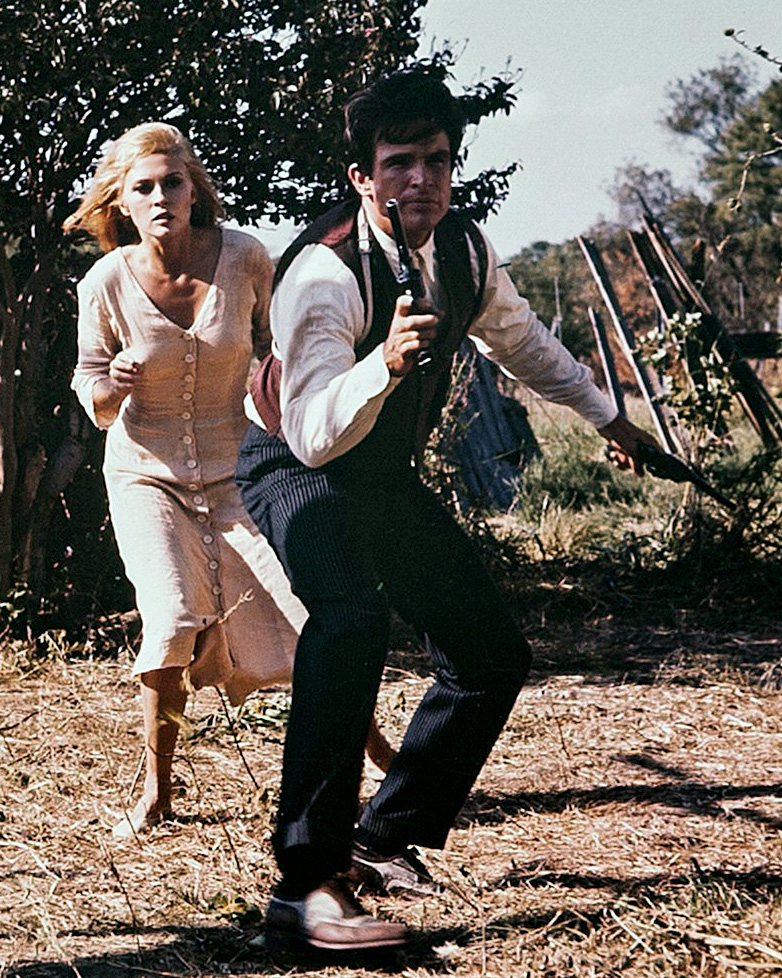
Faye Dunaway et Warren Beatty dans Bonnie and Clyde (1967).

Alors qu'un responsable de casting lui avait dit qu'elle n'était pas assez belle pour faire du cinéma lors de son audition pour La Poursuite impitoyable d'Arthur Penn, ce dernier la remarque lors d'un visionnage des scènes de The Happening avant sa sortie. Le réalisateur décide alors de lui faire passer un essai pour incarner la criminelle Bonnie Parker dans son nouveau film, Bonnie and Clyde, après les refus successifs de Jane Fonda, Tuesday Weld, Carol Lynley ou encore Natalie Wood. Warren Beatty, interprète de Clyde Barrow et producteur du film, se montre d'abord réticent à l'idée de jouer face à une inconnue et juge la grande beauté de Faye Dunaway inappropriée pour le rôle d'une jeune fille pauvre du Texas, mais Arthur Penn parvient finalement à le convaincre. Une fois engagée, l'actrice n'a que quelques semaines pour se préparer au tournage et, lorsqu'on lui demande de maigrir afin de donner à son personnage l'allure d'une femme vivant pendant la Grande Dépression, elle suit un régime strict afin de perdre environ quatorze kilos.
Lors de sa sortie, le film crée la controverse en raison de sa supposée idéalisation des deux tueurs, mais également pour sa violence et son humour noir. Il est cependant un énorme succès commercial et permet à Faye Dunaway de devenir une vedette.
Elle est pour la première fois nommée à l'Oscar de la meilleure actrice, ainsi qu'au Golden Globe de la meilleure actrice dans un film dramatique, et obtient le BAFTA du meilleur espoir féminin ainsi que le David di Donatello de la meilleure actrice étrangère. Newsweek la décrit comme « la révélation de l'année. Première star depuis Monroe respirant à la fois la sophistication, l'élégance, la grâce et l'expérience ». L'actrice Joan Crawford déclare à son propos : « De toutes les actrices modernes, elle seule a le talent et le courage d'être une vraie star,. » En France, le film est également un succès avec près de 1,9 million d'entrées. Il influence considérablement les jeunes de l'époque, les jeunes filles adoptent le style de Dunaway dans le film, béret, jupe longue et cheveux blonds lisses. Le rôle de Bonnie Parker est celui que Dunaway a préféré jouer dans sa carrière :

« Ce rôle m'a touchée au plus profond de mon être. Je ne me suis jamais sentie aussi proche d'un personnage que Bonnie. C'était une fille du sud, impatiente, nerveuse et ambitieuse, qui voulait sortir de là où elle était. Je savais tout sur l'envie de s'en aller et ce n'est pas facile. Mais avec Bonnie, il y avait une véritable ironie tragique. Elle est sortie seulement pour voir qu'elle se dirigeait nulle part et que la fin était la mort. »

— Faye Dunaway
Sa carrière est lancée. Dès lors, elle travaille avec les plus grands acteurs hollywoodiens sous la direction de réalisateurs de renom. En 1968, elle tient l'affiche du film de casse L'Affaire Thomas Crown dans lequel elle joue le rôle de Vicki Anderson, l'inspectrice chargée par une compagnie d'assurances d'enquêter sur le riche banquier et homme d'affaires Thomas Crown, joué par Steve McQueen. Le réalisateur Norman Jewison, comme l'avait précédemment fait Arthur Penn avec Warren Beatty, parvient à convaincre McQueen d'engager Dunaway, après avoir vu les rushes de Bonnie and Clyde avant sa sortie. Le rôle requiert vingt-neuf changements de costume pour l'actrice et se révèle complexe à jouer : « Le dilemme de Vicki était, à l'époque, un phénomène émergent pour les femmes : comment faire tout ce qu'elle fait dans un monde d'hommes et ne pas sacrifier sa vie émotionnelle et personnelle dans le processus ? », Faye Dunaway et Steve McQueen deviennent amis au cours du tournage, malgré la réticence initiale de l'acteur à travailler avec elle. Le film est un succès, resté célèbre entre autres pour la séquence du baiser de plus d'une minute entre les deux acteurs, achevant de fixer « l'image aseptisée d'un amour glacé » que Dunaway représente pour la critique et le public.

### Revers successifs (1969-1973)

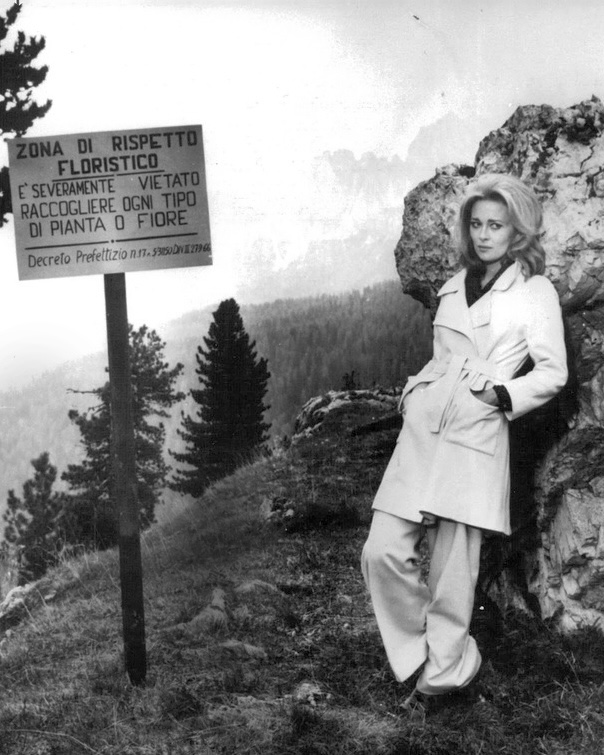
Faye Dunaway dans Le Temps des amants (1969).

Faye Dunaway joue ensuite le rôle d'une créatrice de mode atteinte d'une maladie incurable dans le drame romantique Le Temps des amants, réalisé par Vittorio De Sica, et dans lequel elle donne la réplique à Marcello Mastroianni. Bien qu'elle ait, de son propre aveu, toujours voulu éviter les romances avec ses partenaires, Faye Dunaway débute pendant le tournage une liaison avec Mastroianni qui durera deux ans. Le film est un échec commercial et critique lors de sa sortie en salle.
En 1969, Faye Dunaway apparaît dans le drame L'Arrangement d'Elia Kazan, adapté d'un roman à succès du même titre et du même auteur, où elle a pour partenaire Kirk Douglas. Le film ne connaît pas le succès mais l'interprétation de Dunaway est louée par la critique,.
La comédie fantastique de John Frankenheimer, The Extraordinary Seaman, sort la même année. Tourné juste après Bonnie and Clyde, le film est qualifié de « désastre » par Dunaway elle-même et connaît un échec aussi bien critique que commercial,.
Au même moment, l'actrice refuse la plupart des rôles qui lui sont proposés, au grand dam de ses agents, afin de se consacrer à sa relation avec Mastroianni,.
En 1970, Faye Dunaway accepte, pour faire plaisir à Arthur Penn, de jouer un second rôle dans son western Little Big Man, avec Dustin Hoffman dans le rôle titre,. La même année, elle apparaît dans le drame expérimental Portrait d'une enfant déchue, premier film réalisé par son ex-compagnon Jerry Schatzberg. Le film ne rencontre pas le succès mais apporte à Dunaway une nomination au Golden Globe de la meilleure actrice dans un film dramatique. L'année suivante, elle joue dans le western Doc Holliday et réalise sur le tournage à quel point son métier lui manque,.
Toujours en 1971, Faye Dunaway tourne dans le drame français La Maison sous les arbres de René Clément, présenté hors-compétition au Festival de Cannes. L'actrice, francophile, voit dans ce film l'occasion d'apprendre la langue française, qu'elle parvient à maîtriser couramment à la fin du tournage,.
En 1972, Faye Dunaway incarne la duchesse de Windsor Wallis Simpson dans un film produit pour la télévision, The Woman I Love.
L'année suivante, elle donne la réplique à George C. Scott dans la comédie dramatique réalisée par Stanley Kramer, L'Or noir de l'Oklahoma, avant d'incarner le personnage Milady de Winter dans l'adaptation du roman homonyme d'Alexandre Dumas, Les Trois Mousquetaires et sa suite On l'appelait Milady.

### Renouveau et consécration (1974-1981)
Faye Dunaway se voit ensuite proposer par Roman Polanski de jouer le rôle principal féminin, celui d'une femme fatale, face à Jack Nicholson dans son film noir, Chinatown. Le réalisateur, sensible à « la beauté étrange, un peu démodée » de l'actrice, l'impose au producteur Robert Evans, qui préfère Jane Fonda à une actrice réputée difficile. Le tournage se révèle compliqué en raison des fréquentes disputes entre Dunaway et Polanski, connu pour être particulièrement exigeant sur un plateau. Leurs démêlés font la une des journaux à scandales, le réalisateur traitant son actrice de « dingue et d'emmerdeuse », Dunaway lui reprochant de ne pas l'aider dans son interprétation et de lui avoir arraché les cheveux,,. Le film est néanmoins un très grand succès critique et commercial lors de sa sortie en 1974, et est aujourd'hui considéré comme l'un des plus grands films de l'histoire du cinéma. Robert Evans déclare même : « Faye Dunaway a tout, le talent, la beauté et l'esprit. Elle sera là très longtemps encore pour le prouver et nous en convaincre définitivement. » Elle est de nouveau proposée pour un Oscar, un Golden Globe et un BAFTA de la meilleure actrice.

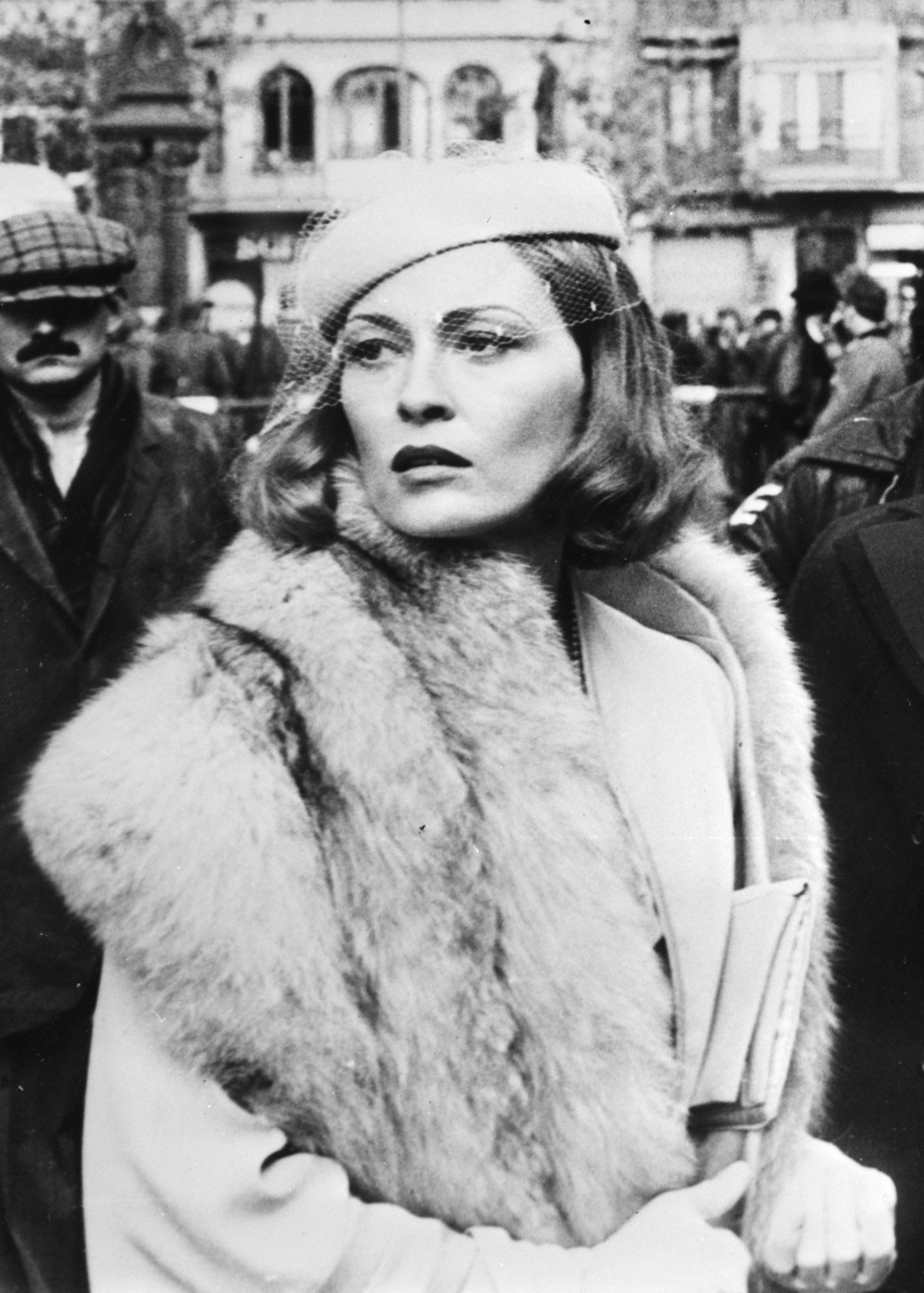
Faye Dunaway dans Le Voyage des damnés (1976).

La même année, Faye Dunaway épouse le musicien Peter Wolf, accepte ensuite le rôle de la petite amie de Paul Newman dans le film catastrophe La Tour infernale et, à la même époque, déclare ne plus aimer jouer pour le cinéma, estimant son jeu ébranlé par des films qui la détruisent en tant qu'actrice,. Elle accepte néanmoins d'être la partenaire de Robert Redford dans Les Trois Jours du Condor (1975). Dans ce thriller d'espionnage réalisé par Sydney Pollack, elle joue une femme kidnappée par Redford et admet avoir eu des difficultés à feindre avoir peur tant elle était attirée par l'acteur,. Le film est un succès critique et commercial, et permet à Faye Dunaway d'obtenir une nouvelle nomination au Golden Globe de la meilleure actrice dans un film dramatique. L'actrice s'éloigne ensuite du cinéma pendant près d'un an et refuse de nombreux projets, à l'image de Complot de famille d'Alfred Hitchcock. Elle fait son retour en 1976 avec le drame Le Voyage des damnés sur l'histoire vraie de réfugiés juifs allemands fuyant l'Allemagne nazie à bord du paquebot SS Saint Louis mais se retrouvant contraint de retourner en Europe à la suite des refus des gouvernements cubain et américain de les accueillir.

Faye Dunaway tient ensuite le rôle d'une productrice de télévision dans le drame satirique Network : Main basse sur la télévision, réalisé par Sidney Lumet sur un scénario de Paddy Chayefsky. Alors que ses proches s'opposent au film, craignant que le public ne la confonde avec un personnage qu'ils jugent trop cruel, l'actrice considère qu'il s'agit d'un « des rôles féminins les plus importants à venir depuis des années » et accepte la proposition sans hésiter. Le film connaît un grand succès, reçoit des critiques élogieuses, et permet à Faye Dunaway de remporter le Golden Globe de la meilleure actrice dans un film dramatique, le David di Donatello de la meilleure actrice étrangère ainsi que l'Oscar de la meilleure actrice : 

« Jamais je n'oublierai cette sensation lorsque j'ai entendu mon nom. L'Oscar représentait le rêve de toute une vie. J'avais réussi mon métier d'actrice, j'avais eu raison d'y croire. »

— Faye Dunaway
Toujours en 1976, Faye Dunaway incarne la sœur Aimee Semple McPherson dans un film tourné pour la télévision The Disappearance of Aimee, et dans lequel elle donne la réplique à Bette Davis. Après deux années d'absence, Faye Dunaway fait son retour au cinéma avec le thriller Les Yeux de Laura Mars, réalisé par Irvin Kershner et écrit par John Carpenter, dans le rôle d'une photographe de mode qui subit d'étranges visions dans lesquelles un tueur sadique assassine ses proches. Le film rencontre un succès mitigé aussi bien critique que commercial. En 1979, l'actrice tient un second rôle, celui d'une mère indigne qui, après avoir abandonné son fils, souhaite le récupérer dans le drame Le Champion de Franco Zeffirelli, aux côtés de Jon Voight. Ce remake du film éponyme de King Vidor est considéré comme l'un des films les plus tristes de l'histoire du cinéma, utilisé pour des expériences dans de nombreux laboratoires de psychologie dans le monde. Toujours en 1979, après cinq ans de vie commune, Faye Dunaway et Peter Wolf décident de se séparer et divorcent. L'année suivante, pour avoir l'occasion de travailler avec Frank Sinatra, l'actrice accepte un rôle court dans De plein fouet, et tient le rôle-titre d'un film produit pour la télévision, Evita, sur Eva Perón en 1981.
La même année, Faye Dunaway prête ses traits à l'actrice américaine Joan Crawford dans l'adaptation du livre écrit par la fille de cette dernière et qui suit leurs rapports conflictuels, Maman très chère. L'actrice accepte le rôle, assurée par le réalisateur et le producteur que le film ne sera pas une « version tabloïd » de la vie de Joan Crawford mais le « portrait d'une femme à part entière avec ses différentes facettes, pas seulement une »,.
Pour l'interpréter, Faye Dunaway fait beaucoup de recherches sur la légende du cinéma et rencontre plusieurs de ses amis et proches dont le réalisateur George Cukor,. L'actrice s'immerge intensément dans son rôle, au point de ressentir la présence de Joan Crawford à ses côtés pendant le tournage,. À sa sortie, le film divise la critique mais connaît un succès commercial.
Le réalisateur Sidney Lumet estime que l'interprétation de Faye Dunaway est à la fois « brillante et extraordinaire ».
Bien que le film ait atteint le statut de culte au fil des années, Faye Dunaway considère Maman très chère comme la plus grande erreur de sa carrière et refuse, à de rares exceptions près, qu'il en soit fait mention dans ses interviews.

« Je sais que nous avons une vie et que nous jouons plusieurs rôles. Mais après Maman très chère, ma propre personnalité et le souvenir de tous mes autres rôles se sont perdus dans l'esprit du public et dans celui de beaucoup à Hollywood. Ce n'était qu'une performance, rien de plus. Pour le meilleur ou pour le pire, les rôles que nous jouons deviennent une partie de nous, l'actrice et le personnage ne faisant qu'un. Les gens pensaient que j'étais comme elle. Et c'est pour moi la triste réalité de ce projet. »

— Faye Dunaway,

### Cinéma, télévision et théâtre (1982-1999)
En 1982, Faye Dunaway reprend le rôle de Grace Kelly dans une adaptation pour la télévision du film Une fille de la province. Bien qu'elle considère la nouvelle version comme inférieure à l'original, le tournage l'aide à « me rappeler à quel point j'aime le métier d'acteur, ce que le film sur Crawford avait failli me faire oublier
,. » Elle reçoit ensuite le scénario de La Dépravée (1983) et, bien qu'elle n'en soit pas entièrement satisfaite, accepte en pensant pouvoir le rendre meilleur,. Le tournage est pour elle merveilleux, mais lors de la sortie, le film ne rencontre pas le succès, tant commercial que critique,. La même année, elle épouse le photographe de mode britannique Terry O'Neill, avec qui elle entretient une liaison depuis 1979 et se retire à Londres — « Une façon d'affirmer ma liberté dans un métier où l'on aime vous avoir sous contrôle ».
En 1984, Faye Dunaway joue une sorcière dans le film de super-héros Supergirl. Le film, qui est pour elle « juste une parodie et j'ai eu beaucoup de plaisir à jouer Selena (son personnage), », est un échec critique et commercial. Elle tourne ensuite pour la télévision deux mini-séries, Ellis Island, les portes de l'espoir (1984), avec Richard Burton, pour lequel elle remporte un deuxième Golden Globe, celui de la meilleure actrice dans un second rôle dans une série, une mini-série ou un téléfilm, et Christopher Columbus (1985) face à Gabriel Byrne. Faye Dunaway apparaît également dans deux adaptations de romans d'Agatha Christie, Le Couteau sur la nuque (1985) et Témoin indésirable (id.). Bien que les propositions ne manquent pas, l'actrice n'est pas satisfaite de ces derniers films dont elle juge « faible » la qualité des scénarios,. À la suite de son divorce d'avec Terry O'Neill en 1987, Faye Dunaway retourne habiter aux États-Unis dans l'espoir de se reconstruire une carrière en apparaissant dans plusieurs drames indépendants.

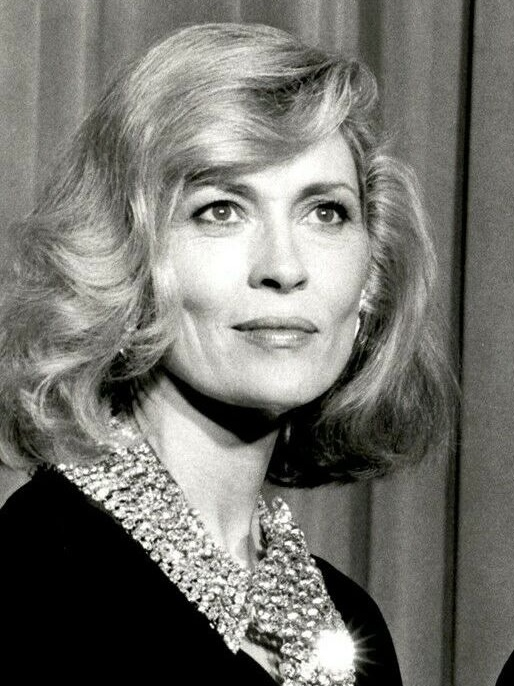
Faye Dunaway en 1985.

Elle renoue avec le succès grâce à son rôle de femme alcoolique dans Barfly, mis en scène par Barbet Schroeder d'après un roman de Charles Bukowski, où elle donne la réplique à Mickey Rourke. « Ce personnage, qui a donné ses jours et ses nuits à une bouteille, est mon chemin vers la lumière. C'est un rôle qui m'intéresse profondément. Je n'ai pas ressenti cette passion pour un personnage depuis Network. J'ai vu la promesse d'un retour avec Wanda, cette femme qui n'était pas glamour mais possédait une douce vulnérabilité,. » Le film reçoit des critiques élogieuses lors de sa sortie et permet à Dunaway d'obtenir une sixième nomination pour un Golden Globe. Barfly étant l'un de ses films préférés, l'actrice essaie de choisir ses rôles suivants avec attention tout en étant consciente de devoir subvenir à ses besoins et à ceux de son fils.
En 1990, elle retrouve Robert Duvall, l'un de ses partenaires de Network, pour La Servante écarlate de Volker Schlöndorff, une adaptation du roman homonyme de Margaret Atwood. Après avoir joué dans plusieurs films indépendants n'ayant pas trouvé leur public, Faye Dunaway tient l'un des rôles principaux, aux côtés de Johnny Depp, de la comédie dramatique Arizona Dream d'Emir Kusturica. Le film rencontre un certain succès en Europe mais passe inaperçu aux États-Unis. Dunaway prend ensuite contact avec l'acteur Peter Falk, héros de la série policière Columbo, afin d'être conseillée sur une éventuelle série qu'elle souhaite tourner,. Falk lui propose alors de jouer dans l'un des épisodes de Columbo, intitulé Meurtre aux deux visages, écrit par ses soins et qu'il conservait jusqu'à ce qu'il ait trouvé la meilleure comédienne pour interpréter le rôle principal,. Faye Dunaway accepte et reçoit pour sa performance le Primetime Emmy Award de la meilleure actrice invitée dans une série télévisée dramatique ainsi qu'une nomination pour le Golden Globe de la meilleure actrice dans une mini-série ou un téléfilm.
En 1994, le compositeur Andrew Lloyd Webber lui propose de remplacer Glenn Close dans la comédie musicale Sunset Boulevard. Dunaway accepte mais est écartée du projet, peu de temps après le début des répétitions, Webber estimant que sa voix chantante n'était pas à la hauteur du personnage. L'actrice intente alors une action en justice contre le compositeur. Un accord est finalement conclu devant les tribunaux.
En 1995, elle retrouve Johnny Depp pour la comédie romantique Don Juan DeMarco, dans laquelle elle donne également la réplique à Marlon Brando, et publie ses mémoires, Looking for Gatsby, pour lesquels elle reçoit des critiques élogieuses.
L'année suivante, elle apparaît dans la comédie Dunston : Panique au palace, le drame L'Héritage de la haine, pour lequel elle retrouve l'un de ses partenaires de Bonnie and Clyde, Gene Hackman, et le thriller Albino Alligator, première réalisation de l'acteur Kevin Spacey.
De 1996 à 1997, Faye Dunaway incarne sur scène la cantatrice Maria Callas dans la pièce de  Terrence McNally, Master Class. Callas devient l'un des personnages favoris de Dunaway, « Cette femme a changé une forme d'art et peu de gens peuvent dire ça. Callas est à l'opéra ce que Fellini est au cinéma. » La presse voit des similitudes entre les carrières et personnalités respectives des deux femmes, Callas et Dunaway étant perçues à la fois comme des perfectionnistes et des vedettes difficiles en raison de leurs démêlés avec des réalisateurs et metteurs en scènes. La tournée est un succès et permet à Faye Dunaway de remporter le Prix Sarah-Siddons. En 1999, l'actrice remporte un quatrième Golden Globe, celui de la meilleure actrice dans un second rôle dans une série, une mini-série ou un téléfilm pour sa performance dans Femme de rêve (1998) où elle donne la réplique à Angelina Jolie. La même année, elle accepte d'incarner Yolande d'Aragon pour le Jeanne d'Arc de Luc Besson et apparaît dans le remake de L'Affaire Thomas Crown, Thomas Crown, où Pierce Brosnan reprend le rôle de Steve McQueen et Rene Russo celui de Dunaway.

### Films indépendants (des années 2000 à aujourd'hui)
En 2000, Faye Dunaway joue un second rôle dans The Yards de James Gray où elle côtoie pour l'occasion Mark Wahlberg, Joaquin Phoenix ou encore Charlize Theron, puis refuse de participer au film Requiem for a Dream pour lequel Ellen Burstyn recevra une nomination à l'Oscar. L'année suivante, Dunaway produit, écrit et réalise un court métrage intitulé The Yellow Bird, d'après une nouvelle de Tennessee Williams dont l'action se situe dans les années 1930. En 2002, elle interprète une mère accro au Xanax qui ignore tout de l'homosexualité de son fils, joué par Ian Somerhalder, dans Les Lois de l'attraction de Roger Avary. Tout au long de la décennie des années 2000, Faye Dunaway apparaît dans plusieurs films indépendants et aux génériques de séries télévisées telles que Alias, Les Experts ou encore Grey's Anatomy. En 2008, l'actrice déplore le sexisme d'Hollywood et le fait qu'elle ne se voit pas proposer de grands rôles dans des films importants comme c'est le cas pour les acteurs. « Je suis furieuse qu'ils pensent que je suis trop âgée pour jouer une femme dont serait amoureux Jack Nicholson ou Clint Eastwood. Pourquoi devrais-je jouer des sœurs et des mères, tandis qu'eux, qui sont plus âgés que moi, ont à l'écran des maîtresses qui ont la moitié de leur âge ? »

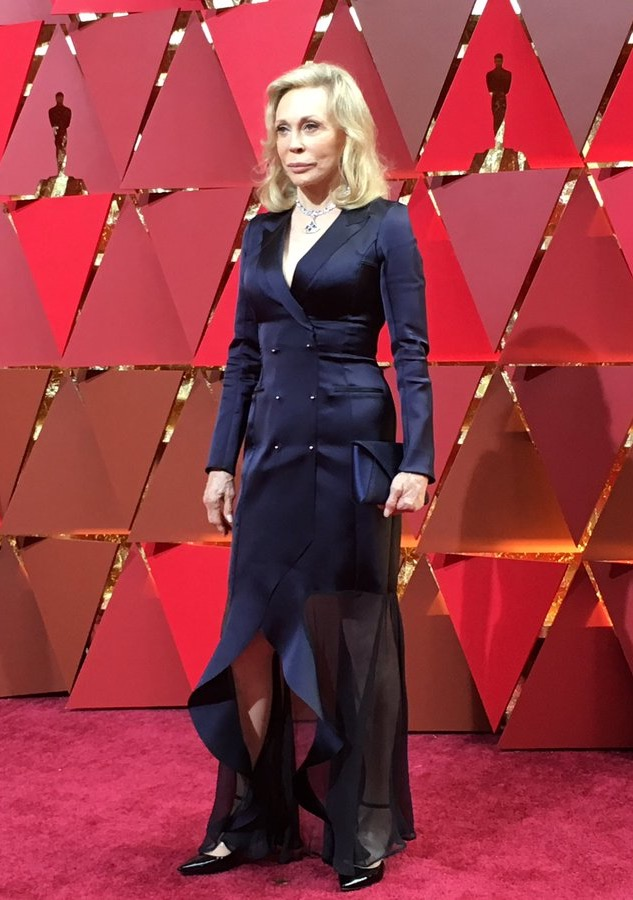
Faye Dunaway à la cérémonie des Oscars en 2017.

En 2009, Faye Dunaway commence le tournage de Master Class, adaptation de la pièce homonyme de Terrence McNally qu'elle produit, écrit, réalise, et pour lequel elle reprend le rôle de Maria Callas. Le casting est également composé d'Al Pacino, dans le rôle d'Aristote Onassis, Val Kilmer et Alan Cumming. À la suite de nombreuses difficultés de financement et de production, les prises de vues sont étendues jusqu'à 2014, année où Dunaway décide d'abandonner définitivement le projet,. En 2011, Faye Dunaway présente une version restaurée de Portrait d'une enfant déchue lors du 64e Festival de Cannes avant de se voir remettre les insignes d'Officier dans l'Ordre des Arts et des Lettres. En 2013, l'actrice se rend au Locarno Festival où elle se voit décerner un prix spécial pour l'ensemble de sa carrière. L'année suivante, elle est l'invitée d'honneur du Festival Lumière au cours duquel un hommage lui est rendu.
En 2016, Faye Dunaway accorde une rare entrevue à l'historien du cinéma Ben Mankiewicz, diffusée sur la chaîne Turner Classic Movies, dans laquelle elle revient sur sa carrière et déclare n'avoir aucune intention de prendre sa retraite. L'année suivante, elle revient au cinéma après huit ans d'absence et apparaît dans le film d'horreur The Bye Bye Man, le drame chrétien Jésus, l'enquête et le thriller psychologique Usurpation avec Nicolas Cage. The Hollywood Reporter déplore alors que « Dunaway ne puisse pas trouver de projets plus dignes à ce stade son honorable carrière. »
Toujours en 2017, Faye Dunaway retrouve Warren Beatty, à l'occasion du 50e anniversaire de Bonnie and Clyde, et décerne par erreur, à la suite d'une inversion d'enveloppes, l'Oscar du meilleur film à La La Land, avant qu'il ne soit remis au véritable gagnant, Moonlight,. Cet imbroglio, l'un des faits les plus marquants de l'histoire des Oscars, est vécu par Faye Dunaway comme « l'un des pires moments de ma vie ». L'actrice est cependant invitée l'année suivante, toujours en compagnie de Warren Beatty, à remettre à nouveau l'Oscar du meilleur film. Les deux acteurs reçoivent une ovation debout par le public avant de remettre le prix, cette fois sans incident.

## Popularité

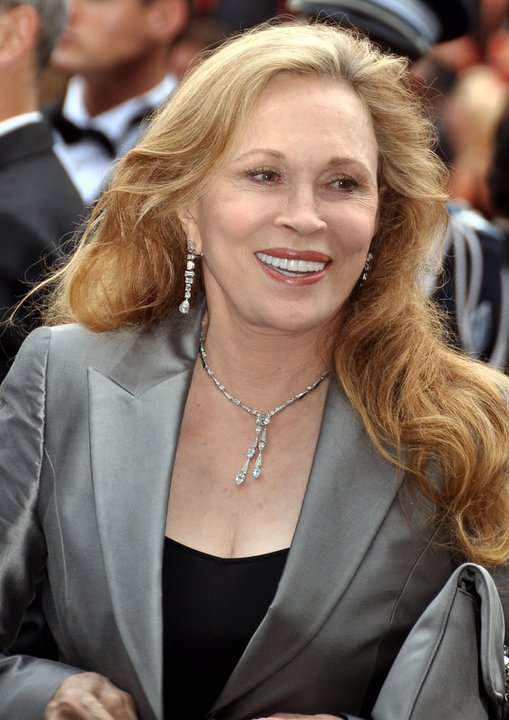
Faye Dunaway au festival de Cannes 2011. À cette occasion lui ont été remis les insignes d'officier de l'ordre des Arts et des Lettres.

Figure importante du Nouvel Hollywood, Faye Dunaway est considérée comme l'une des plus grandes et l'une des plus belles actrices de sa génération,,. Le réalisateur John Huston, également partenaire de l'actrice dans Chinatown, déclare dans un entretien en 1985 la trouver « extraordinaire ». Le producteur du film Robert Evans utilise également ce qualificatif pour la définir et ajoute que « personne n'aurait pu jouer ce rôle aussi bien qu'elle ». Dans un article datant de 2002 pour le magazine américain Movieline, le journaliste Stephen Rebello estime que « n'importe quelle actrice aujourd'hui aurait de la chance avec seulement une fraction des films de Dunaway sur sa filmographie ».
Lorsqu'il lui remet les insignes d'officier de l'ordre des Arts et des Lettres, Frédéric Mitterrand lui déclare : « Votre filmographie impressionnante conjugue le cinéma d'auteur et le cinéma grand public ; elle contribue à forger votre mythologie personnelle à mi-chemin entre la star inaccessible - à l'instar d'une Garbo ou d'une Ava Gardner - et la simplicité d'une Jane Fonda. Vous incarnez ainsi un rêve américain frotté aux failles de l'humanité. »
En 1997, le magazine Empire la classe 65e plus grande star de tous les temps.
Au cours de sa carrière, Faye Dunaway a travaillé avec plusieurs des plus grands réalisateurs de l'histoire du cinéma — parmi lesquels Elia Kazan, Sidney Lumet, Arthur Penn, Roman Polanski, Sydney Pollack ou Emir Kusturica, et a joué dans de nombreux films devenus des classiques. Quatre de ses films, Bonnie and Clyde, Little Big Man, Chinatown et Network, main basse sur la télévision figurent au National Film Registry, en raison de leur « importance culturelle, historique ou esthétique », ainsi que sur la liste de l'American Film Institute des cent meilleurs films américains de l'histoire du cinéma. Toujours dans les classements établis par l'American Film Institute, deux des personnages qu'elle a interprétés, Bonnie Parker et Joan Crawford, figurent dans le « top 50 » des plus grands méchants du cinéma.

Actrice exigeante, connue pour son tempérament difficile, Faye Dunaway estime qu'elle est souvent confondue avec les personnages froids et calculateurs qu'elle a interprétés. Ses affrontements avec Roman Polanski sur le tournage de Chinatown lui valent la réputation d'être une personne difficile avec qui travailler. Dans son livre Making Movies, le réalisateur Sidney Lumet dénonce cette réputation comme étant « totalement fausse » et parle de Faye Dunaway comme d'une « actrice altruiste, dévouée et merveilleuse ». Le réalisateur Elia Kazan, quant à lui, définit l'actrice comme une « perfectionniste » et une « artiste rarement satisfaite ». Faye Dunaway écrit à ce propos dans son autobiographie : 

« Je veux bien faire mon travail. Le fait est qu'un homme peut être difficile, il sera applaudi pour avoir essayé de délivrer un travail de qualité supérieure. Les gens disent: « Il a du cran. C'est un homme, un vrai. » Lorsqu'une femme fait de même, c'est une « emmerdeuse. » C'est dans ma nature de faire du bon travail, et je n'aurais jamais réussi en faisant autrement,. »

— Faye Dunaway

## Travail d'actrice

### L'actrice vue par elle-même
L'art et le fait d'être un artiste sont d'après elle deux choses très importantes. Elle estime qu'il faut être « fort » pour devenir acteur.

« Le jeu est une affaire d'instinct, de confort et de satisfaction mais également d'angoisse. »

— Faye Dunaway
Elle considère avoir eu beaucoup de chance en début de carrière. Son rôle de Bonnie Parker est son favori parce qu'elle a pu s'identifier à elle. « C'est le rôle le plus proche de moi. Je suis une fille du Sud comme Bonnie. Nous partageons la même frustration de vivre dans ce petit environnement. » Elle pense également que certains de ses rôles ne sont pas formidables, comme l'affirment certains journalistes.

« Je ne sais pas si j'étais formidable. Peut-être que certains des rôles l'ont été. Mais vous ne pouvez pas dire Bonnie and Clyde a été formidable, ou même Chinatown. Network a été formidable dans le sens où je jouais une femme avant-gardiste. »

— Faye Dunaway

### L'actrice vue par la critique

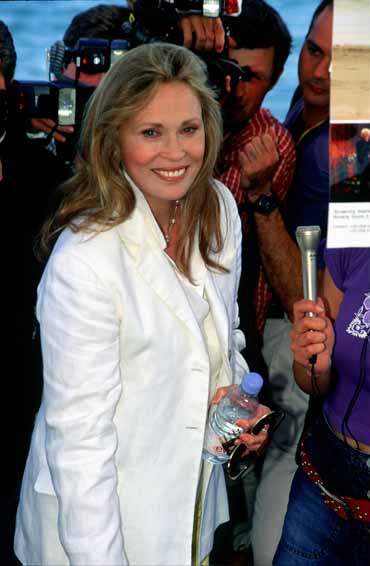
Faye Dunaway au Festival de Cannes 2001.

Le rôle dans Bonnie and Clyde permet à Faye Dunaway d'accéder au-devant de la scène. Pour ce film, la critique est enthousiaste au sujet de son interprétation de Bonnie Parker. Roger Ebert la décrit comme « impeccable » et ajoute qu'avec Beatty « ils surpassent tout ce qu'ils ont fait sur l'écran auparavant et deviennent (un peu à ma surprise) des acteurs importants,. » Cependant, après L'Affaire Thomas Crown et jusqu'à Chinatown, les critiques déplorent plusieurs de ses films,.
Le choix de ses films durant les années 1970 fait l'unanimité. Le directeur général du Festival de Cannes, Thierry Frémaux, estime qu'elle possède « l'une des plus merveilleuses filmographies qu'aucune autre actrice. Regardez ses films dans les années 70, elle n'a fait que des bons choix. Elle a une carrière incroyable. » Sa prestation dans Chinatown est acclamée, « force le respect » et le personnage de Evelyn Mulwray est considéré comme l'un des meilleurs de ceux qu'elle a joués. Malgré leurs différends, Roman Polanski déclare : « Je n'ai jamais rencontré une actrice qui prend son travail aussi sérieusement. C'est une maniaque. »
Son interprétation de productrice de télévision prête à tout pour faire grimper l'audimat dans Network est jugée « séduisante » et lui apporte la reconnaissance de ses pairs. Elle remporte pour ce rôle son seul et unique Oscar à ce jour.
Malgré son échec critique, sa performance de Joan Crawford dans Maman très chère est louée. « Sa personnification de Crawford est incroyablement suggestive et convaincante » écrit Ebert, bien qu'il déteste le film. Néanmoins, elle reçoit pour ce même rôle le Razzie Award de la pire actrice. Elle sera nommée à sept autres reprises dans la même catégorie, ce qui ne fait que confirmer que les films qu'elle tourne après Maman très chère soient d'une qualité inférieure à ceux des années 1970.
Son rôle dans Barfly est salvateur. La critique est excellente : « Faye Dunaway ressemble à une ivrogne, mais elle a toujours ce chic qui lui appartient » écrit Ebert dans sa critique, avant d'ajouter que le film lui permet, à elle et Mickey Rourke, « d'évoluer en tant qu'acteurs » ainsi que d'avoir « l'opportunité de faire des choses extrêmes. »

## Vie privée
Faye Dunaway a partagé sa vie avec le réalisateur Jerry Schatzberg de 1966 à 1968, l'acteur italien Marcello Mastroianni de 1968 à 1970, et l'acteur Harris Yulin de 1970 à 1972. Elle aurait également eu une liaison avec le réalisateur Robert Altman.
Le 1er août 1974, Faye Dunaway épouse Peter Wolf, musicien et membre du groupe rock américain J. Geils Band dont elle divorce en 1979.
En 1983, elle épouse le photographe de mode britannique Terry O'Neill avec lequel elle a son fils unique, Liam Dunaway O'Neill, né en 1980, mais divorce 4 ans plus tard, en 1987. En 2003, Terry O'Neill révèle que leur fils a en réalité été adopté contrairement à ce que prétendait son ex-femme : « Faye mourait d'envie d'avoir un bébé. Elle voulait être mère parce qu'elle a eu une enfance malheureuse. Mais nous n'avons pas réussi à en avoir un. » a-t-il déclaré pour le magazine Star. Il poursuit en expliquant avoir demandé à Faye de dire la vérité sur l'adoption, ce qu'elle a refusé. C'est à l'âge de six ans que son fils aurait appris la vérité.

## Théâtre
- 1961-1963 : A Man for All Seasons, pièce de Robert Bolt, jouée en Angleterre et jouée du 22 novembre 1961 au 1er juin 1963[71].
- 1964 : But For Whom Charlie, pièce de S. N. Behrman, mise en scène par Elia Kazan et jouée au ANTA Washington Square Theatre en (New York) du 12 mars 1964 au 2 juillet 1964 : Faith Prosper[72].
- 1964 : The Changeling, pièce de Thomas Middleton et William Rowley, mise en scène par Elia Kazan et jouée au ANTA Washington Square Theatre en (New York) du 29 octobre 1964 au 23 décembre 1964 : Femme de chambre[73].
- 1964-1965 : Après la chute (After the Fall), pièce d'Arthur Miller, mise en scène par Elia Kazan et jouée au ANTA Washington Square Theatre en (New York) du 23 janvier 1964 au 29 mai 1965 : Infirmière[74].
- 1982 : The Curse of an Aching Heart, pièce de William Alfred, mise en scène par Gerald Gutierrez et jouée au Little Theatre (New York) du 25 janvier 1982 au 21 février 1982[75].
- 1996-1997 : Master Class, pièce de Terrence McNally, mise en scène par Leonard Foglia et jouée du 29 octobre 1996 au 5 octobre 1997 : Maria Callas[76].

## Filmographie

### Cinéma

#### Années 1960
- 1967 : Que vienne la nuit (Hurry Sundown) d'Otto Preminger : Lou McDowell
- 1967 : Les Détraqués (The Happening) d'Elliot Silverstein : Sandy
- 1967 : Bonnie and Clyde d'Arthur Penn : Bonnie Parker
- 1968 : L'Affaire Thomas Crown (The Thomas Crown Affair) de Norman Jewison : Vicki Anderson
- 1968 : Le Temps des amants (Amanti) de Vittorio De Sica : Julia
- 1969 : The Extraordinary Seaman de John Frankenheimer : Jennifer Winslow
- 1969 : L'Arrangement (The Arrangement) de Elia Kazan : Gwen

#### Années 1970
- 1970 : Little Big Man de Arthur Penn : Mlle Louise Pendrake
- 1970 : Portrait d'une enfant déchue (Puzzle of a Downfall Child) de Jerry Schatzberg : Lou Andreas Sand
- 1971 : La Maison sous les arbres de René Clément : Jill
- 1971 : Doc Holliday (Doc) de Frank Perry : Katie Elder
- 1973 : L'Or noir de l'Oklahoma (Oklahoma Crude) de Stanley Kramer : Lena Doyle
- 1973 : Les Trois Mousquetaires (The Three Musketeers) de Richard Lester : Milady de Winter
- 1974 : On l'appelait Milady (The Four Musketeers) de Richard Lester : Milady de Winter
- 1974 : Chinatown de Roman Polanski : Evelyn Cross Mulwray
- 1974 : La Tour infernale (The Towering Inferno) de John Guillermin et Irwin Allen : Susan Franklin
- 1975 : Les Trois Jours du Condor (Three Days of the Condor) de Sydney Pollack : Kathy Hale
- 1976 : Network, main basse sur la télévision (Network) de Sidney Lumet : Diana Christensen
- 1976 : Le Voyage des damnés (Voyage of the Damned) de Stuart Rosenberg : Denise Kreisler
- 1978 : Les Yeux de Laura Mars (Eyes of Laura Mars) d'Irvin Kershner : Laura Mars
- 1979 : Le Champion (The Champ) de Franco Zeffirelli : Annie

#### Années 1980
- 1980 : De plein fouet (The First Deadly Sin) de Brian G. Hutton : Barbara Delaney
- 1981 : Maman très chère (Mommie Dearest) de Frank Perry : Joan Crawford
- 1983 : La Dépravée (The Wicked Lady) de Michael Winner : Lady Barbara Skelton
- 1984 : Témoin indésirable (Ordeal by Innocence) de Desmond Davis : Rachel Argyle
- 1984 : Supergirl de Jeannot Szwarc : Selena
- 1987 : Barfly de Barbet Schroeder : Wanda Wilcox
- 1988 : Midnight Crossing de Roger Holzberg : Helen Barton
- 1988 : La partita de Carlo Vanzina : Comtesse Matilda Von Wallenstein
- 1988 : Brûlant Secret (Burning Secret) d'Andrew Birkin : Sonya Tuchman
- 1989 : Clair (In una notte di chiaro di luna) de Lina Wertmüller : Madame Colbert
- 1989 : Bandini (Wait Until Spring, Bandini) de Dominique Deruddere : Madame Hildegarde

#### Années 1990
- 1990 : La Servante écarlate (The Handmaid's Tale) de Volker Schlöndorff : Serena Joy
- 1990 : The Two Jakes de Jack Nicholson : Evelyn Mulwray (voix)
- 1991 : Scorchers de David Beaird : Thais
- 1992 : Trois Semaines à Jérusalem (Lahav Hatzui) d'Amos Kollek : Faye Milano
- 1993 : Arizona Dream d'Emir Kusturica : Elaine Stalker
- 1993 : Meurtre par intérim (The Temp) de Tom Holland : Charlene Towne
- 1995 : Don Juan DeMarco de Jeremy Leven : Marilyn Mickler
- 1995 : Drunks de Peter Cohn : Becky
- 1996 : Dunston : Panique au palace (Dunston Checks In) de Ken Kwapis : Madame Dubrow
- 1996 : Albino Alligator de Kevin Spacey : Janet Boudreaux
- 1996 : L'Héritage de la haine (The Chamber) de James Foley : Lee Cayhall Bowen
- 1997 : Le Jeune Homme amoureux (En brazos de la mujer madura) de Manuel Lombardero : Condesa
- 1999 : Jeanne d'Arc (The Messenger: The Story of Joan of Arc) de Luc Besson : Yolande d'Aragon
- 1999 : Thomas Crown (The Thomas Crown Affair) de John McTiernan : La psychiatre de Thomas Crown
- 1999 : The Yards (The Yards) de James Gray : Kitty Olchin
- 1999 : Love Lies Bleeding de William Tannen : Josephine Butler

#### Années 2000
- 2000 : Stanley's Gig de Marc Lazard : Leila
- 2001 : Yellow Bird d'elle-même : Aurora Beavis (également productrice et scénariste)
- 2002 : Les Lois de l'attraction (The Rules of Attraction) de Roger Avary : Eve Denton
- 2002 : The Calling (Man of Faith) de Damian Chapa : Mae West
- 2002 : Mid-Century de Scott Billups : Blue / La mère
- 2002 : Changing Hearts de Martin Guigui : Betty Miller
- 2003 : Blind Horizon de Michael Haussman : Madame K
- 2004 : Last Goodbye de Jacob Gentry : Sean Winston
- 2004 : El Padrino de Damian Chapa : La procureure Navarro
- 2004 : Jennifer's Shadow de Daniel de la Vega et Pablo Parés : Mary Ellen Cassi
- 2005 : Ghosts Never Sleep de Steve Freedman : Kathleen Dolan
- 2006 : Cut Off de Gino Cabanas : Marilyn Burton
- 2006 : Love Hollywood Style de Michael Stein : Dieu
- 2006 : Rain de Craig DiBona : Isabel Hudson
- 2007 : Killer Hacker (The Gene Generation) de Pearry Reginald Teo : Josephine Hayden
- 2007 : Cougar Club de Christopher Duddy : Edith Birnbaum
- 2007 : Say It in Russian de Jeff Celentano : Jacqueline de Rossy
- 2007 : Flick de David Howard : Lieutenant Annie McKenzie
- 2008 : Fashion : The Movie de Jeff Espagnol : Flora Fortuna
- 2009 : The Seduction of Dr. Fugazzi d'October Kingsley : Detective Rowland
- 2009 : Balladyna de Dariusz Zawislak : Dr Ash
- 2009 : The Magic Stone de Jowita Gondek : Filomena
- 2009 : 21 and a Wake-Up de Chris McIntyre : Major Rose Thorn

#### Années 2010
- 2017 : The Bye Bye Man de Stacy Title : La veuve Redmond
- 2017 : Jésus, l'enquête (The Case for Christ) de Jon Gunn : Dr. Roberta Watson
- 2017 : Usurpation (Inconceivable) de Jonathan Baker : Donna

#### Années 2020
- 2021 : The American Connection de Jeff Espanol : Margarette
- 2021 : L'uomo che disegnò Dio de Franco Nero : Tasha
- 2025 : FATE de Jonathan Baker

### Télévision

#### Séries télévisées
- 1965 : Seaway : Alexis Webster
- 1969 : The Trials of O'Brien : Myra
- 1984 : Ellis Island, les portes de l'espoir (Ellis Island) : Maud Charteris
- 1985 : Christophe Colomb (Cristoforo Colombo), mini-série en 4 épisodes d'Alberto Lattuada : Reine Isabelle d'Espagne
- 1993 : Columbo : Lauren Staton
- 1993 : It Had to Be You : Laura Scofield
- 1995 : Les contes d'Avonlea (Road to Avonlea) : Comtesse Polenska
- 1997 : Rebecca : Mme Van Hopper
- 1998 : De mères en filles (A Will of Their Own) : Margaret Sanger
- 2001 : Les Anges du bonheur (Touched by an Angel) : Dr Rebecca Markham
- 2002 : Soul Food : Les Liens du sang (Soul Food) : Katherine Burke
- 2002 - 2003 : Alias : Ariana Kane (saison 2, épisodes 10, 11 et 12)
- 2006 : Les Experts (CSI : Crime Scene Investigation) : Lois O'Neill (saison 6, épisode 13)
- 2009 : Grey's Anatomy : Dr Margaret Campbell (saison 5, épisode 16)

#### Téléfilms
- 1972 : The Woman I Love de Paul Wendkos : Wallis Warfield Simpson
- 1974 : Après la chute (After the Fall) de Gilbert Cates : Maggie
- 1976 : The Disappearance of Aimee d'Anthony Harvey : Sœur Aimee Semple McPherson
- 1981 : Evita Peron de Marvin J. Chomsky : Eva 'Evita' Duarte Peron
- 1982 : The Country Girl de Gary Halvorson et Michael Montel : Georgie Elgin
- 1985 : Le Couteau sur la nuque (Thirteen at Dinner) de Lou Antonio : Jane Wilkinson / Carlotta Adams
- 1986 : Les Reines de la nuit (Beverly Hills Madam) d'Harvey Hart : Lil Hutton
- 1987 : Casanova de Simon Langton : Mme D'Urfe
- 1989 : La destinée de Mademoiselle Simpson (Cold Sassy Tree) de Joan Tewkesbury : Love Simpson Blakeslee (également productrice exécutif)
- 1990 : Silhouette de Carl Schenkel : Samantha Kimball (également coproductrice exécutif)
- 1995 : A Family Divided de Donald Wrye : Karen Billingsley
- 1996 : L'Angoisse d'une mère (The People Next Door) de Tim Hunter : Ellen Morse
- 1998 : Anatomie d'un top model (Gia) de Michael Cristofer : Wilhelmina Cooper
- 2000 : Running Mates de Ron Lagomarsino : Meg Gable
- 2002 : The Biographer de Philip Saville : Amanda Washington
- 2004 : Anonymous Rex de Julian Jarrold : Shin
- 2004 : Back When We Were Grownups de Ron Underwood : Tina
- 2007 : Pandemic : Virus fatal (Pandemic) d'Armand Mastroianni : Gouverneur Shaefer
- 2009 : Un amour éternel (Midnight Bayou) de Ralph Hemecker : Odette
- 2010 : Ma vie est un enfer (A Family Thanksgiving) de Neill Fearnley : Gina

## Distinctions
Au cours de sa carrière, Faye Dunaway a reçu et a été nommée pour plusieurs récompenses parmi lesquelles un Oscar, deux BAFTA et quatre Golden Globes. Depuis le 2 octobre 1996 une étoile lui est attribuée sur le Hollywood Walk of Fame au 7021 Hollywood Boulevard. De plus, en octobre 1997, le magazine Empire la classe 65e plus grande star de tous les temps.

En plus des distinctions personnelles qu'elle a reçues, trois de ses films : Bonnie and Clyde, Chinatown et Network, main basse sur la télévision figurent au National Film Registry et sont classés dans le « top 100 » de l'American Film Institute. Toujours dans les classements établis par l'American Film Institute, deux des personnages qu'elle a interprétés, Bonnie Parker et Joan Crawford, figurent dans le « top 50 » des plus grands méchants du cinéma.

### Récompenses
| Année | Cérémonie ou récompense                                                             | Prix                                                                               | Film                                   |
| ----- | ----------------------------------------------------------------------------------- | ---------------------------------------------------------------------------------- | -------------------------------------- |
| 1968  | BAFTA Award                                                                         | Meilleur espoir féminin                                                            | Que vienne la nuit et Bonnie and Clyde |
| 1968  | Golden Globes                                                                       | Meilleure révélation féminine                                                      | Que vienne la nuit                     |
| 1968  | Golden Laurel                                                                       | Meilleure performance dramatique                                                   | Bonnie and Clyde                       |
| 1974  | Hasty Pudding Theatricals                                                           | Femme de l'année                                                                   |                                        |
| 1977  | Oscar                                                                               | Oscar de la meilleure actrice                                                      | Network                                |
| 1977  | Kansas City Film Critics Circle                                                     | KCFCC Award de la meilleure actrice                                                | Network                                |
| 1977  | 2002 : Diana - La vérité interdite de Philip Saville (téléfilm) : Amanda Washington | Meilleure actrice dans un film dramatique                                          | Network                                |
| 1982  | Razzie Awards                                                                       | Pire actrice                                                                       | Maman très chère                       |
| 1985  | Golden Globes                                                                       | Meilleure actrice dans un second rôle dans une série, un feuilleton ou un téléfilm | Ellis Island, les portes de l'espoir   |
| 1994  | Emmy Award                                                                          | Meilleure actrice dans une série dramatique                                        | Columbo – Le meurtre au deux visages   |
| 1994  | Razzie Awards                                                                       | Pire actrice dans un second rôle                                                   | Meurtre par intérim                    |
| 1999  | Golden Globes                                                                       | Meilleure actrice dans un second rôle dans une série, un feuilleton ou un téléfilm | Femme de rêve                          |

### Nominations
| Année | Cérémonie ou récompense | Prix | Film                          |
| ----- | ----------------------- | --- | ----------------------------- |
| 1967  | Golden Laurel           | 9e meilleur nouveau visage                                                                                      |                               |
| 1968  | Oscar                   | Oscar de la meilleure actrice                                                                                   | Bonnie and Clyde              |
| 1968  | Golden Globes           | Meilleure actrice dans un film dramatique                                                                       | Bonnie and Clyde              |
| 1968  | Golden Laurel           | 4e star féminine                                                                                                |                               |
| 1970  | Golden Laurel           | 7e star féminine                                                                                                |                               |
| 1971  | Golden Globes           | Meilleure actrice dans un film dramatique                                                                       | Portrait d'une enfant déchue  |
| 1975  | Golden Globes           | Meilleure actrice dans un film dramatique                                                                       | Chinatown                     |
| 1975  | BAFTA Award             | Meilleure actrice                                                                                               | Chinatown                     |
| 1975  | Oscar                   | Meilleure actrice                                                                                               | Chinatown                     |
| 1976  | Golden Globes           | Meilleure actrice dans un film dramatique                                                                       | Les Trois Jours du Condor     |
| 1978  | BAFTA Award             | Meilleure actrice                                                                                               | Network                       |
| 1981  | Razzie Awards           | Pire actrice | De plein fouet                |
| 1984  | Razzie Awards           | Pire actrice | La Dépravée                   |
| 1985  | Razzie Awards           | Pire actrice | Supergirl                     |
| 1988  | Golden Globes           | Meilleure actrice dans un film dramatique                                                                       | Barfly                        |
| 1990  | Razzie Awards           | Pire actrice de la décennie                                                                                     |                               |
| 1994  | Golden Globes           | Meilleure actrice dans un feuilleton ou un téléfilm                                                             | Columbo: It's All in the Game |
| 1997  | Razzie Awards           | Pire actrice dans un second rôle                                                                                | L'Héritage de la haine        |
| 1998  | Razzie Awards           | Pire actrice dans un second rôle                                                                                | Albino Alligator              |
| 1999  | Satellite Awards        | Golden Satellite Award de la meilleure actrice dans un second rôle dans une série, un feuilleton ou un téléfilm | Femme de rêve                 |
| 2001  | Golden Globes           | Meilleure actrice dans un second rôle dans une série, un feuilleton ou un téléfilm                              | Running Mates                 |

## Voix francophones
Pour les versions françaises, Faye Dunaway a été doublée par de nombreuses comédiennes, mais principalement par Perrette Pradier de 1973 à 2010 (Les Trois Mousquetaires en 1973, les 1ers doublages de La Tour infernale en 1975 puis de Supergirl en 1984, la série télévisée Grey's Anatomy, etc.). Les seconds doublages des deux films, respectivement en 2000 et en 2006, ont été assurés par Véronique Augereau.
- Perrette Pradier : Les Trois Mousquetaires[95], La Tour infernale (1er doublage)[96], Grey's Anatomy[97], etc.